# Gäuboden

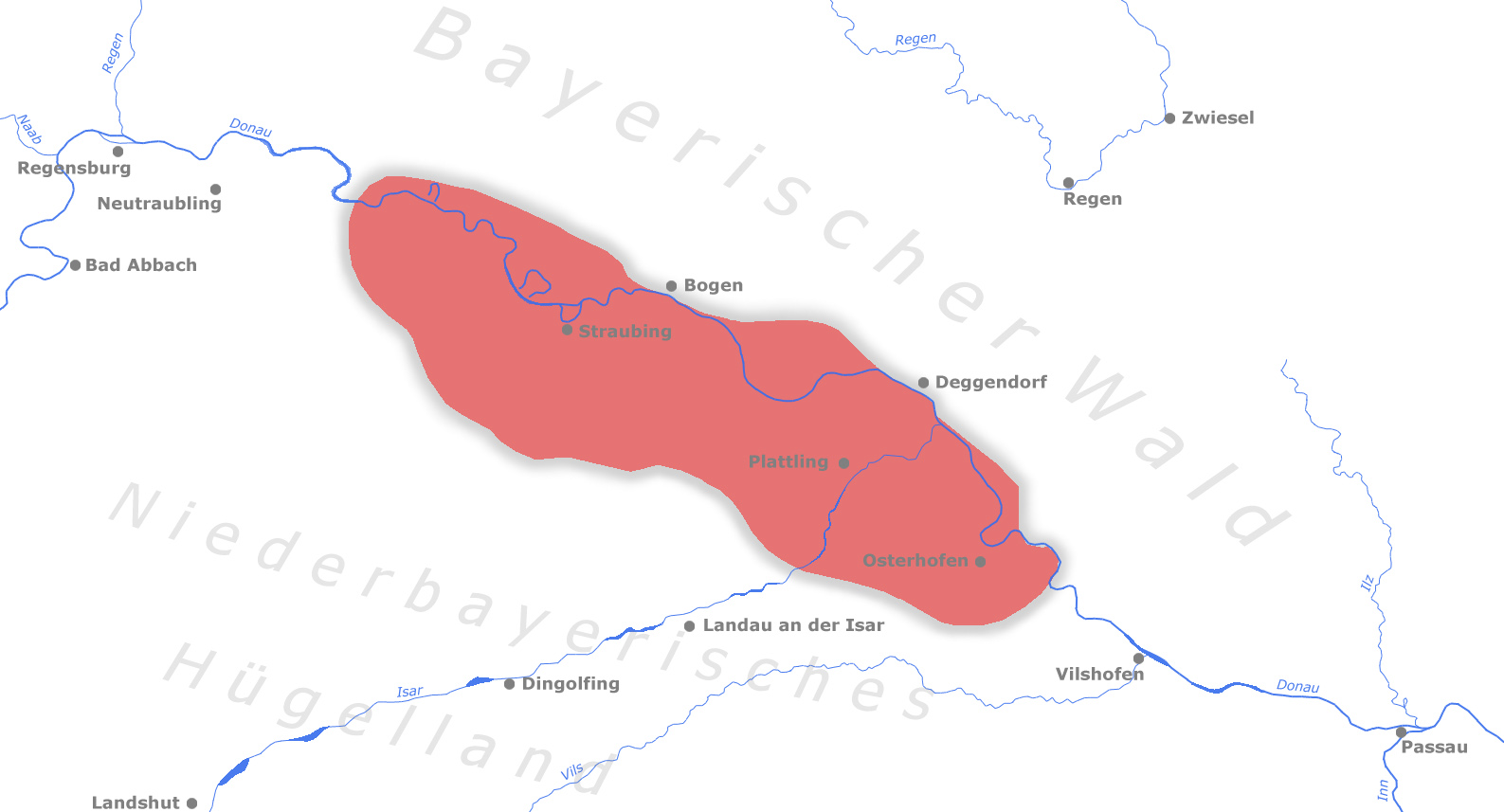
Der Gäuboden

Der Gäuboden oder Dungau ist eine Region Niederbayerns mit nicht fest umrissenen geographischen und kulturellen Grenzen, die sich in einer Breite von etwa 15 Kilometern südlich der Donau und des Bayerischen Walds hinzieht, donauabwärts beginnend gegenüber Wörth an der Donau und bis nach Künzing reichend. Die größte Stadt im Gäuboden ist Straubing, die oft auch als das Zentrum des Gäubodens bezeichnet wird. Landschaftlich grenzt er an (im Norden beginnend): Den Bayerwald, das niederbayrische Tertiärhügelland und die oberpfälzische Juralandschaft. Der Gäuboden gehört zu den größten Lössgebieten Süddeutschlands, was ihn zu einem hervorragenden Zuckerrübenanbaugebiet macht.

## Geografie und Geologie

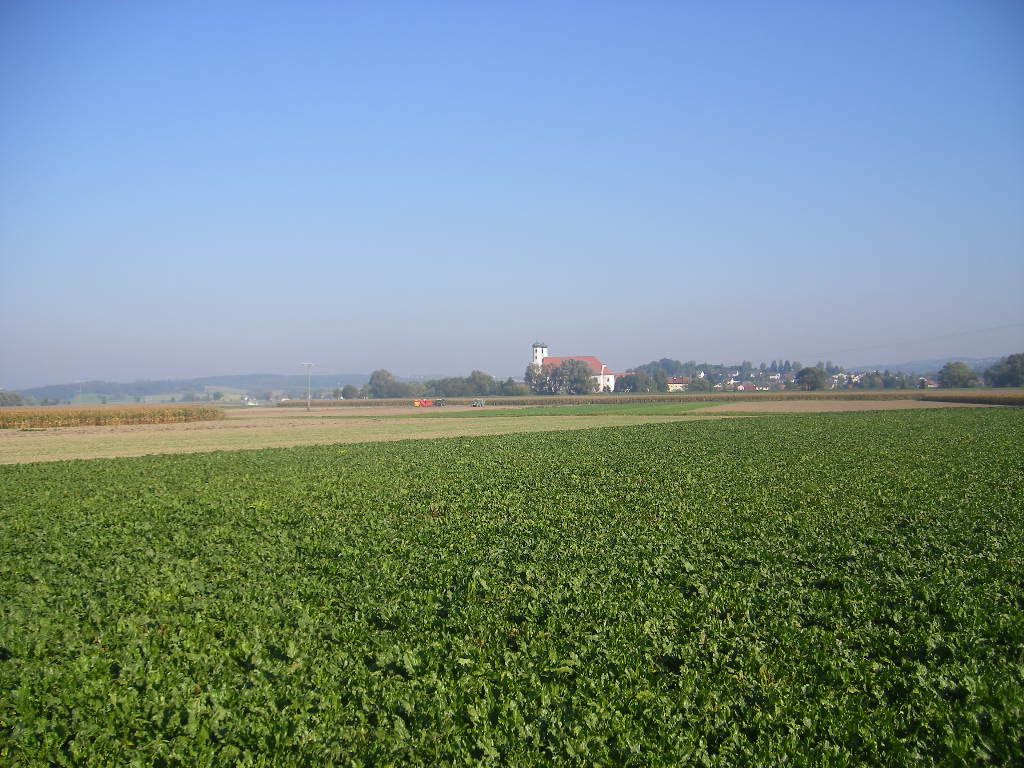
Gäubodenlandschaft, im Hintergrund Kloster Oberalteich

Die Fläche und Grenzen des Gäubodens sind nicht genau festgelegt. Die verschiedenen Angaben, die man in der Literatur findet, stimmen jedoch in folgenden Punkten überein:
- der Gäuboden befindet sich in der Donauebene,
- linksseitig der Donau wird der Gäuboden hauptsächlich begrenzt vom Bayerischen Wald, ganz im Norden jedoch auch vom oberpfälzer Jura,
- rechtsseitig der Donau wird er begrenzt vom niederbayrischen Tertiärhügelland.

Die südöstliche Grenze ist verhältnismäßig klar zu definieren, da sich die Donauebene zwischen Osterhofen und Vilshofen verengt. Als Grenzorte werden meist Künzing oder Pleinting genannt. Die nordwestliche Grenze variiert jedoch deutlich mehr: Wird manchmal sogar Regensburg als zum Gäuboden gehörig bezeichnet, so befindet sich der Beginn des Gäubodens ungefähr an der Grenze zwischen den Regierungsbezirken Niederbayern und Oberpfalz, nahe Wörth an der Donau und Pfatter. Im Westen endet das Kerngebiet des Gäubodens mit seinem fruchtbaren Lössboden, wo die Hügelketten des niederbayrischen Tertiärhügellandes beginnen. Diese Grenze ist fließend, wird unterbrochen von Flusstälern wie der Isar, Aiterach, Große Laber und Pfatter.
So werden manchmal die Flusstäler mitbetrachtet und die Grenzen eines erweiterten Einzugsgebietes dort gezogen, wo der Hopfen angebaut wird, also etwa zwischen Kelheim und Weihmichl. Als Grenzorte werden dann Bad Abbach, Rottenburg an der Laaber, Schierling und Neufahrn in Niederbayern angeführt.
Wenn jedoch die Merkmale des Gäubodens, lössbedecke Ebene mit bis zu 5–6 m Mächtigkeit, berücksichtigt werden
und wenn berücksichtigt wird, dass zwischen Hallertau und Gäuboden das altbaierische Hügelland liegt,
dann verläuft die Grenze des Gäuboden im Nordwesten etwa entlang der Linie Sünching, Hirschling, Niedersunzing nach Wallersdorf.
Der Gäuboden erstreckt sich somit (jeweils nur zum Teil) über die Landkreise
Regensburg, Straubing-Bogen, die kreisfreie Stadt Straubing,
Dingolfing-Landau und Deggendorf.
Wenn die südöstliche Grenze bei Pleinting anstatt Künzing gesetzt wird ist auch noch ein kleiner Teil vom Landkreis Passau dabei.
Durch die mineralreichen, gut durchlüfteten Lössschichten konnten sich in dieser Donau-Ebene fruchtbare und verhältnismäßig leicht zu bearbeitende Böden bilden. Man spricht daher in Verbindung mit dem Gäuboden häufig auch von der „Kornkammer Bayerns“. Wegen des Wohlstands sprach man um 1900 auch von „Bauernkönigen“. Neben den klassischen Getreidearten und Kartoffeln werden auch Mais und die Zuckerrübe in dieser „Agrarsteppe“ angebaut (Zuckerfabriken in Plattling und, bis Herbst 2007, in Regensburg).

## Der Gäuboden in der Literatur

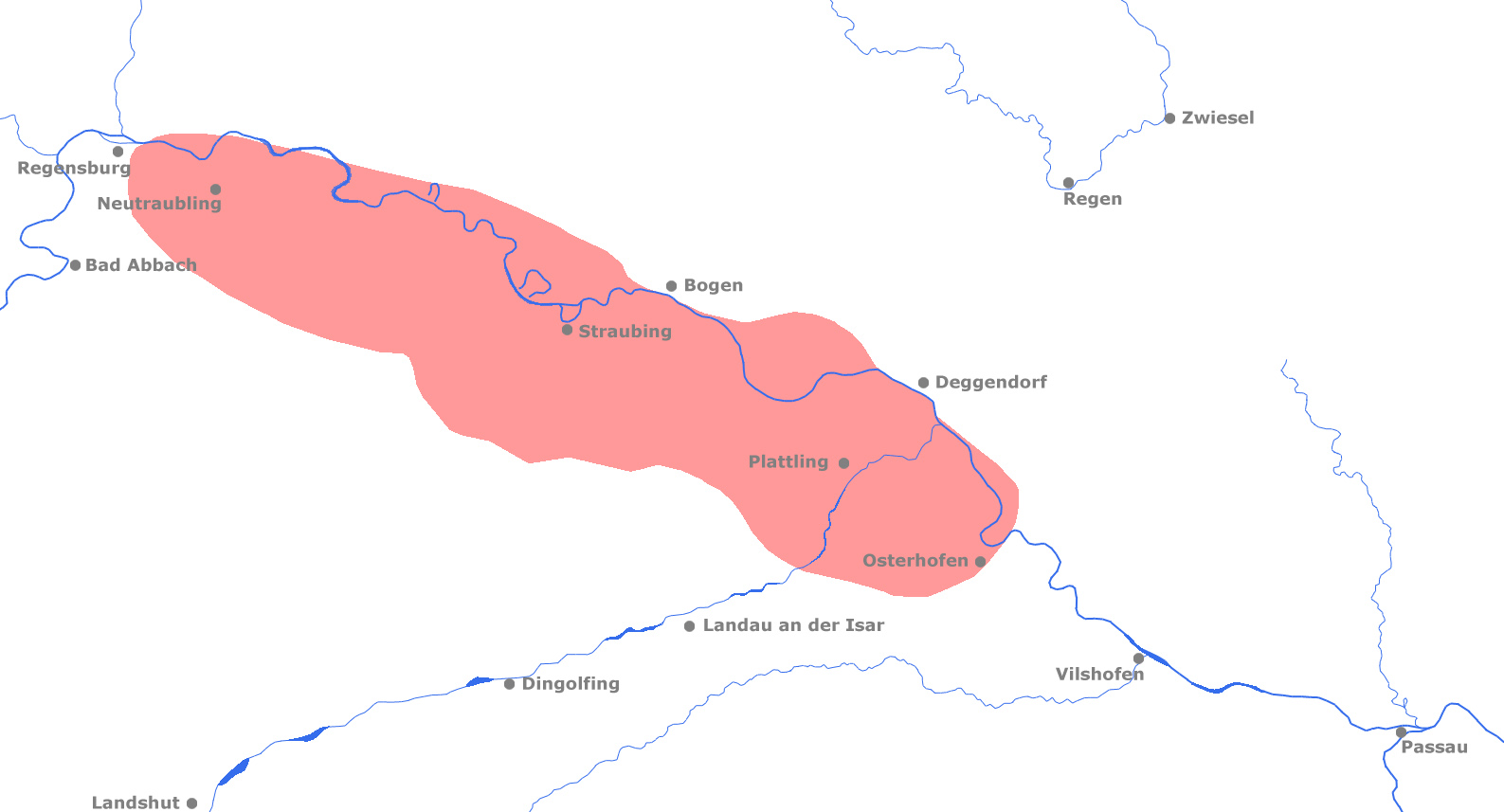
Der Gäuboden nach F.J. Bronner

Da das Lössgebiet nach Regensburg beginnt und vor Vilshofen an der Donau (Pleintinger Enge) endet, könnte man für den Gäuboden auch diese Grenzen angeben, und man findet tatsächlich in der Literatur etwas unterschiedliche Angaben. So spricht etwa F. J. Bronner in Bayerisch Land und Volk (ca. 1900) von der „fruchtbaren Ebene, welche sich von Regensburg bis Osterhofen hinzieht“, das heißt gegenüber der heutigen Tradition wäre der Gäuboden um 10 bis 20 Kilometer donauaufwärts verschoben.
Johann Pezzl beschrieb 1784 in seiner Reise durch den Baierschen Kreis den Dungau als
sogenannten Tunka, in der gemeinen baierschen Landessprache, Dunkelboden. So heißt das große ununterbrochene Kornfeld, das sich aus der Gegend von Straubingen bis Regensburg hin erstreckt. Dies ist einer der ergiebigsten Striche Landes von Niederbaiern, und die Bauern auf demselben sind unter ihren Landsleuten als wohlhabende Männer allenthalben berühmt.

## Entstehung
Grundlegend für die Entstehung des Gäubodens war die Hebung der Alpen mit einer damit einhergehenden Senkung, die sich nordwärts bis zum viel älteren Bayerischen Wald erstreckte. Ein Naturdenkmal alter Erhebungen, die versanken, ist zum Beispiel der Natternberg südlich von Deggendorf. Während der letzten Eiszeit (Würmeiszeit) wehten Stürme aus weitgehend vegetationsarmen Landschaften viel kalkhaltigen Staub in den tiefergelegenen Gäuboden, woraus sich dann der bis zu sechs Meter dicke Löss bildete. Seit etwa 5500 v. Chr. ist der Gäuboden besiedelt
und landwirtschaftlich genutzt.

## Wetter und Klima
Wegen seiner niedrigen Lage (320 m ü. NN) und weil er im Norden vom Bayerischen Wald sowie im Süden vom niederbayerischen Hügelland vor heftigen Winden geschützt wird, hat der Gäuboden ein mildes und relativ niederschlagsarmes Klima, jedoch mit einer starken Tendenz zur Nebelbildung im Frühling und Herbst.
|                       | Jan  | Feb  | Mär  | Apr  | Mai  | Jun  | Jul  | Aug  | Sep  | Okt  | Nov  | Dez  |   |       |
| Mittl. Tagesmax. (°C) | 1    | 4    | 9    | 14   | 20   | 22   | 24   | 24   | 19   | 13   | 6    | 2    | ⌀ | 13,2  |
| Mittl. Tagesmin. (°C) | −4   | −3   | 0    | 4    | 8    | 11   | 13   | 13   | 9    | 5    | 1    | −2   | ⌀ | 4,6   |
|                       |      |      |      |      |      |      |      |      |      |      |      |      |   |       |
| Niederschlag (mm)     | 44,8 | 45,8 | 54,4 | 38,2 | 71,8 | 72,8 | 81,8 | 63,6 | 65,1 | 54,0 | 55,3 | 48,0 | Σ | 695,6 |

| −4 |

| −3 |

| 0 |

| 4 |

| 8 |

| 11 |

| 13 |

| 13 |

| 9 |

| 5 |

| 1 |

| −2 |

| −4 |

| −3 |

| 0 |

| 4 |

| 8 |

| 11 |

| 13 |

| 13 |

| 9 |

| 5 |

| 1 |

| −2 |

| N i e d e r s c h l a g | 44,8 | 45,8 | 54,4 | 38,2 | 71,8 | 72,8 | 81,8 | 63,6 | 65,1 | 54,0 | 55,3 | 48,0 |
|                         | Jan  | Feb  | Mär  | Apr  | Mai  | Jun  | Jul  | Aug  | Sep  | Okt  | Nov  | Dez  |

## Pflanzen- und Tierwelt

### Landwirtschaftliche Nutzung
Im Gäuboden werden auf Großen Feldern vor allem, mit leicht abnehmender Tendenz, Winterweizen, Sommerweizen und Zuckerrüben angebaut. Ölsaat- sowie Maisanbau haben in den letzten Jahren zugenommen, der Kartoffelanbau etwas abgenommen. Feldgemüse und Eiweißpflanzenanbau (Ackerbohnen, Erbsen) haben wiederum etwas zugelegt.

### Natürliche Flora und Fauna
Trotz der intensiven landwirtschaftlichen Nutzung bietet der Gäuboden noch immer vielen seltenen Pflanzen- und Tierarten Lebensraum. Im Bereich von Altwässern kommen verschiedene Laichkraut-Arten vor, dazu Teichrose, Wasserfeder, Gemeiner Froschbiss und Krebsschere. Auf Wiesen sind Sibirische Schwertlilie, Mehlprimel, Niedrige Schwarzwurzel, Gewöhnliche Natternzunge und Mücken-Händelwurz zu finden. Halbtrockenrasen werden von seltenen Orchideenarten wie Helm-Knabenkraut, Brand-Knabenkraut, Kleinem Knabenkraut, Wanzen-Knabenkraut, Zweiblättriger Waldhyazinthe, Pyramiden-Hundswurz sowie anderen Pflanzen wie Rosmarin-Seidelbast und Frühlings-Enzian bewohnt. In den wenigen Resten von Eichen-Hainbuchenwäldern kommt der Türkenbund vor, in den kleinflächig vorhandenen Kiefernwäldern fällt das häufige Vorkommen der Weichselkirsche auf.
Der Seefrosch hat im Bereich der Donau einen regionalen Verbreitungsschwerpunkt. Bei einer Untersuchung im Jahr 1976 wurden in der Donau bei Vilshofen 26 Fischarten festgestellt, bei Straubing 19. Im Gebiet zwischen Niederachdorf und Vilshofen fand man für die Zeit zwischen 1900 und 1977 252 Vogelarten, von denen 159 als Brutvögel nachgewiesen wurden. Unter anderem gehören das Blaukehlchen, der Große Brachvogel und der Rotschenkel zu den Besonderheiten.